# Villars-le-Comte
Villars-le-Comte ist eine politische Gemeinde im Distrikt Broye-Vully des Kantons Waadt in der Schweiz.

## Geographie
Villars-le-Comte liegt auf 765 m ü. M., 16 km südwestlich des Bezirkshauptortes Payerne (Luftlinie). Das Strassenzeilendorf erstreckt sich im Molassehügelland des nördlichen Waadtländer Mittellandes, am oberen westlichen Talhang der Cerjaule, an aussichtsreicher Lage mit Blick auf die Berner, Freiburger und Savoyer Alpen.
Die Fläche des 4,2 km² grossen Gemeindegebiets umfasst einen Abschnitt des Höhenrückens zwischen der Lembe im Westen und der Cerjaule im Osten. Der Gemeindeboden reicht nicht bis an diese Wasserläufe, wird aber hauptsächlich durch die Cerjaule, die bei Lucens in die Broye mündet, entwässert. Auf dem Wiesenhügel oberhalb des Dorfes wird mit 806 m ü. M. der höchste Punkt von Villars-le-Comte erreicht. Im Südwesten erstreckt sich das Gebiet in den Bois de la Gouille, nach Nordosten bis zum Bois d’Amont (776 m ü. M.). Von der Gemeindefläche entfielen 1997 3 % auf Siedlungen, 26 % auf Wald und Gehölze und 71 % auf Landwirtschaft.
Zu Villars-le-Comte gehören mehrere Einzelhöfe. Nachbargemeinden von Villars-le-Comte sind Forel-sur-Lucens, Lucens und Montanaire im Kanton Waadt sowie Prévondavaux im Kanton Freiburg.

## Bevölkerung
Mit 135 Einwohnern (Stand 31. Dezember 2023) gehört Villars-le-Comte zu den kleinsten Gemeinden des Kantons Waadt. Von den Bewohnern sind 96,7 % französischsprachig, 0,8 % deutschsprachig und 0,8 % italienischsprachig (Stand 2000). Die Bevölkerungszahl von Villars-le-Comte belief sich 1860 auf 239 Einwohner, 1900 auf 226 Einwohner. Danach wurde bis 1970 durch starke Abwanderung eine Abnahme um rund 50 % auf 109 Einwohner verzeichnet; seither stieg die Bevölkerungszahl wieder leicht an.

## Wirtschaft
Villars-le-Comte war bis Mitte des 20. Jahrhunderts ein vorwiegend durch die Landwirtschaft geprägtes Dorf. Noch heute haben der Ackerbau, der Obstbau und die Viehzucht eine wichtige Bedeutung in der Erwerbsstruktur der Bevölkerung. Weitere Arbeitsplätze sind im lokalen Kleingewerbe und im Dienstleistungssektor vorhanden, darunter in einer Orgelbauwerkstatt. In den letzten Jahrzehnten hat sich das Dorf auch zu einer Wohngemeinde entwickelt. Einige Erwerbstätige sind deshalb Wegpendler, die vor allem in Moudon und in Lucens arbeiten.

## Verkehr
Die Gemeinde liegt abseits der grösseren Durchgangsstrassen, ist aber von Lucens relativ einfach erreichbar. Durch einen Postautokurs, der von Moudon via Villars-le-Comte nach Thierrens verkehrt, ist das Dorf an das Netz des öffentlichen Verkehrs angebunden.

## Geschichte
Die erste urkundliche Erwähnung des Ortes erfolgte 1147 unter dem Namen Vilario Comitis. Später erschienen die Bezeichnungen Villare comitis (1168), Villari Comite (1182) und Vilar le Conte im 13. Jahrhundert. Der Ortsname, übersetzt Dorf des Grafen, geht auf ein ehemaliges Schloss auf dem Hügel oberhalb von Villars-le-Comte zurück.
Villars-le-Comte unterstand stets der Herrschaft Lucens, die den Bischöfen von Lausanne gehörte. Mit der Eroberung der Waadt durch Bern im Jahr 1536 gelangte das Dorf unter die Verwaltung der Landvogtei Moudon. Nach dem Zusammenbruch des Ancien Régime gehörte Villars-le-Comte von 1798 bis 1803 während der Helvetik zum Kanton Léman, der anschliessend mit der Inkraftsetzung der Mediationsverfassung im Kanton Waadt aufging. 1798 wurde es dem Bezirk Moudon zugeteilt.

## Sehenswürdigkeiten
Die heutige reformierte Kirche wurde 1822 an der Stelle einer mittelalterlichen Kapelle erbaut. Im Ort sind noch einige stattliche Bauernhäuser aus dem 17. bis 19. Jahrhundert erhalten.